# Günter Rexrodt
Günter Rexrodt (ur. 12 września 1941 w Berlinie, zm. 19 sierpnia 2004 tamże) – niemiecki polityk, działacz Wolnej Partii Demokratycznej (FDP), poseł do Bundestagu, w latach 1993–1998 minister gospodarki.

## Życiorys
Był synem polityka Wilhelma Rexrodta, działacza Niemieckiej Partii Demokratycznej. W 1960 zdał egzamin maturalny w Arnstadt, po czym studiował zarządzanie przedsiębiorstwem na Wolnym Uniwersytecie Berlińskim. Doktoryzował się w 1971. W latach 1969–1979 pracował w berlińskiej izbie przemysłowo-handlowej.
Od 1980 działał w Wolnej Partii Demokratycznej, był wiceprzewodniczącym partii w Berlinie (1983–1987, 1989–1994), przewodniczącym regionalnych struktur FDP (1994–1995, 2000–2004), członkiem zarządu federalnego (1990–2004) i członkiem prezydium partii (1993–2004).
W latach 1979–1989 wchodził w skład władz miejskich Berlina. Pracował w departamencie gospodarki, w latach 1982–1985 pełnił funkcję sekretarza stanu, a od 1985 do 1989 był senatorem ds. finansów w Senacie pod kierownictwem nadburmistrza Eberharda Diepgena. W latach 1989–1991 zatrudniony na dyrektorskich stanowiskach w Citibanku. Następnie do 1993 wchodził w skład zarządu Urzędu Powierniczego, agencji ds. prywatyzacji w byłej NRD.
21 stycznia 1993 został mianowany ministrem gospodarki w czwartym gabinecie Helmuta Kohla, zastąpił na tym stanowisku Jürgena Möllemanna. Stanowisko to zajmował również w piątym rządzie tegoż kanclerza do 27 października 1998.
W międzyczasie w 1994 uzyskał mandat posła do Bundestagu, który utrzymywał w kolejnych wyborach w 1998 i 2002. Zmarł w trakcie XV kadencji Bundestagu.